# Сретение Господне
Сре́тение Госпо́дне, также Сретение Господа нашего Иисуса Христа (церк.-слав. срѣтеніе — «встреча»), Принесе́ние во Храм (греч. Ἡ Ὑπαπαντὴ τοῦ Κυρίου, лат. Praesentatio Domini «представление Господа») — христианский праздник, отмечаемый в исторических церквях и некоторых протестантских конфессиях. Принесение в Иерусалимский храм младенца Иисуса Христа его родителями состоялось на 40-й день после Рождества и на 32-й день после Обрезания. В Иерусалимском храме Святое семейство встретил Симеон Богоприимец.
В православии принадлежит к числу двунадесятых праздников. Иерусалимская, Русская, Грузинская, Сербская, Польская православные церкви,  старообрядцы и некоторые иные празднуют Сретение 2 (15) февраля (в XX—XXI веках 2 февраля по юлианскому календарю соответствует 15 февраля по новоюлианскому и григорианскому). Остальные поместные православные церкви, а также Украинская грекокатолическая церковь (в пределах Украины), празднуют Сретение 2 февраля по новоюлианскому календарю (совпадает с григорианским до 2800 года).
В католицизме празднуется 2 февраля по григорианскому календарю, Армянская апостольская церковь — 14 февраля.

## Событие праздника
Сретение, то есть встреча, в данном контексте подразумевает встречу старца Симеона с Богом в лице принесённого в Иерусалимский храм младенца Иисуса Христа.
Согласно Евангелию от Луки (Лк. 2:22—40), на сороковой день после Рождества Христова и по исполнении дней законного очищения Мария вместе с Иосифом пришла из Вифлеема в Иерусалим ко храму Божию, принеся сорокадневного младенца Иисуса. По закону Моисееву (Исх. 13:1—2, 11—16), родители должны были приносить в храм для посвящения Богу своих первенцев (то есть первых сыновей) на сороковой день после рождения. При этом полагалось, согласно Книге Левит (Лев. 12:6—7), принести Богу жертву. Во исполнение этого закона Мария с Иосифом и принесли младенца Иисуса в Иерусалимский Храм, а для жертвы принесли двух птенцов голубиных.
Согласно Евангелию от Луки (Лк. 2:25—27), старец Симеон был человек праведный и благочестивый, которому «было предсказано Духом Святым, что он не увидит смерти, доколе не увидит Христа Господня» (Лк. 2:26). В Священном писании нет иных сведений о нём; согласно Преданию Христианской церкви, он был одним из семидесяти переводчиков Писания на греческий язык. Симеон ждал исполнения обещания Божия, прожив, по преданию, 300 лет, когда по внушению Духа Святого он пришёл в храм. И когда Мария с Иосифом принесли Младенца Иисуса, Симеон взял Его на руки и, славя Бога, сказал: 

Ныне отпускаешь раба Твоего, Владыко, по слову Твоему, с миром, ибо видели очи мои спасение Твое, которое Ты уготовал пред лицем всех народов, свет к просвещению язычников и славу народа Твоего Израиля.
— Лк. 2:29—32
Слова Симеона стали молитвой, получившей название «Песнь Симеона Богоприимца». Она имеет важное богослужебное значение и поётся в конце вечерни (как малой, так и великой во время Всенощного бдения) и на «Благодарственных молитвах по Святом Причащении» по окончании Божественной литургии.
Иосиф и Мария были удивлены такими словами. Симеон благословил их и, обратившись к Марии, предсказал Ей о Младенце: 

И благословил их Симеон и сказал Марии, Матери Его: се, лежит Сей на падение и на восстание многих в Израиле и в предмет пререканий, и Тебе Самой оружие пройдет душу, — да откроются помышления многих сердец. 
— Лк. 2:34—35
Тут же, в храме, была благочестивая вдова Анна Пророчица, восьмидесяти четырёх лет, служившая Богу постом и молитвой день и ночь все долгие годы своего вдовства. И она узнала Спасителя и, подошедши, славила Господа и говорила о Нём всем в Иерусалиме.

## Праздник в богослужении

### История празднования
Праздник Сретения возник в церкви Иерусалима и появился в её богослужебном календаре в IV веке. Первоначально он воспринимался не как самостоятельный праздник, а как день, завершающий 40-дневный цикл после праздника Богоявления.
Древнейшим историческим свидетельством о празднике является Itinerarium Aetheriae, отчёт о паломничестве в Святую Землю Эгерии, датируемый IV веком.
Сороковой день от Эпифании празднуется здесь с большою честью. В этот день бывает процессия в Анастасис (Храм Гроба Господня), и все шествуют, и всё совершается по порядку с величайшим торжеством, как бы в Пасху. Проповедуют все пресвитеры, и потом епископ, толкуя всегда о том месте Евангелия, где в сороковой день Иосиф и Мария принесли Господа в Храм, и узрели Его Симеон и Анна пророчица, дочь Фануила, и о словах их, которые они сказали, узрев Господа, и о приношении, которое принесли родители. И после этого, отправив все по обычному порядку, совершают Литургию, и затем бывает отпуст.
Тенденция к расширению богослужебного прославления событий земной жизни Иисуса Христа получила развитие после Халкидонского собора 451 года, на котором было анафемствовано монофизитство. В качестве самостоятельного праздника годового календаря Сретение утвердилось в Римской церкви в конце V века, а в Константинопольской в первой половине VI века.

### Православие
Сретение относится к числу Господских праздников, посвящённых непосредственно Христу, но по своему богослужебному содержанию оно исключительно близко праздникам Богородичным. Георгий Амартол в IX веке писал о том, что Сретение Господне стало праздноваться в числе Господских при императоре Юстиниане, в 527—565 годах. Богослужебные особенности Сретения присущи Богородичному празднику с элементами Господского праздника, в частности, на литургии антифоны изобразительны, но присутствует входный стих: «Сказа́ Господь Спасе́ние свое́, пред язы́ки откры́ Пра́вду свою́»; и в древности, в своём возникновении, рассматривалось как праздник, посвящённый Матери Божией. На иконе праздника изображения Христа и Матери Божией равны по своей значительности: Младенец Спаситель, сидящий на руках Богоприимца Симеона, принимающего на руки свои Спасителя и являющего собою как бы ветхий мир, исполняющийся Божеством, и Матерь Божия, вышедшая на крестный путь — отдание Сына Своего на спасение мира. Вся икона в своём построении выражает эту двойственную природу праздника, радость Сретения и Страстную скорбь, то, что заключено в словах Симеона Богоприимца, пророческий смысл слов старца: «Се, лежит Сей на падение и на восстание многих в Израиле и в предмет пререканий» (Лк. 2:34). Эти слова полны эсхатологического смысла, относящегося ко всему служению Спасителя, исполнены прозрения конца времён и чаяния грядущего Суда и Будущего Века.
|                   | На церковнославянском (транслитерация) | На русском | На греческом |
| ----------------- | --- | --- | --- |
| Тропарь, глас 1-й | Ра́дуйся, Благода́тная Богоро́дице Де́во, из Тебе́ бо возсия́ Со́лнце пра́вды — Христо́с Бог наш, Просвеща́яй су́щия во тьме. Весели́ся и ты, ста́рче пра́ведный, прие́мый во объя́тия Свободи́теля душ на́ших, да́рующаго нам Воскресе́ние.                                                                                     | Радуйся, благодатная Богородица Дева, ибо из Тебя воссияло Солнце правды, Христос Бог наш, просвещающий находящихся во тьме. Веселись и ты, старец праведный, принявший во объятия Освободителя душ наших, дарующего нам воскресение. | Χαῖρε κεχαριτωμένη Θεοτόκε Παρθένε· ἐκ σοῦ γὰρ ἀνέτειλεν ὁ Ἥλιος τῆς δικαιοσύνης, Χριστὸς ὁ Θεὸς ἡμῶν, φωτίζων τοὺς ἐν σκότει. Εὐφραίνου καὶ σὺ Πρεσβύτα δίκαιε, δεξάμενος ἐν ἀγκάλαις τὸν ἐλευθερωτὴν τῶν ψυχῶν ἡμῶν, χαριζόμενος ἡμῖν καὶ τὴν Ἀνάστασιν. |
| Кондак, глас 1-й  | Утро́бу Деви́чу освяти́вый рождество́м Твои́м, и ру́це Симео́не благослови́вый, я́коже подоба́ше, предвари́в, и ны́не спасл еси́ нас, Христе́ Бо́же. Но умири́ во бране́х жи́тельство, и укрепи́ лю́ди, и́хже возлюби́л еси́, еди́не Человеколю́бче.                                                                                  | Утробу Девичью освятивший Рождением Твоим, и руки Симеона благословивший, заранее, как надлежало, и ныне Ты спас нас, Христе Боже. Но огради миром среди войн народ Твой и укрепи тех, кого Ты возлюбил, Единый Человеколюбец. | Ὁ μήτραν παρθενικὴν ἁγιάσας τῷ τόκῳ σου, καὶ χεῖρας τοῦ Συμεὼν εὐλογήσας ὡς ἔπρεπε, προφθάσας καὶ νῦν ἔσωσας ἡμᾶς Χριστὲ ὁ Θεός. Ἀλλ' εἰρήνευσον ἐν πολέμοις τὸ πολίτευμα, καὶ κραταίωσον Βασιλεῖς οὓς ἠγάπησας, ὁ μόνος φιλάνθρωπος.                      |
| Задостойник       | Припев: Богоро́дице Де́во, упова́ние христиа́ном, покры́й, соблюди́ и спаси́ на Тя упова́ющих. Ирмос 9 песни, глас 3-й. В зако́не се́ни и писа́ний о́браз ви́дим, ве́рнии: всяк му́жеский пол, ложесна́ разверза́я, свят Бо́гу. Тем Перворожде́нное Сло́во Отца́ Безнача́льна, Сы́на первородя́щася Ма́терию неискусому́жно, велича́ем. | Припев: Богородица Дева, надежда христиан, покрой, сохрани и спаси надеющихся на Тебя. Ирмос 9 песни, глас 3. В тени Закона и Писаний образ видим, верные: всякое существо мужского пола, разверзающее утробу матери, посвящено Богу. Поэтому Перворожденное Слово безначального Отца, Сына, перворождаемого не знавшей мужа Матерью, мы величаем. | Припев: <...> Ирмос 9-й песни канона: Ἐν νόμῳ, σκιᾷ καὶ γράμματι, τύπον κατίδωμεν οἱ πιστοί, πᾶν ἄρσεν τὸ τὴν μήτραν διανοῖγον, ἅγιον Θεῷ· διὸ πρωτότοκον Λόγον, Πατρὸς ἀνάρχου Υἱόν, πρωτοτοκούμενον Μητρί, ἀπειράνδρῳ, μεγαλύνομεν.                      |
| Величание         | Велича́ем Тя, / Живода́вче Христе́, / и чтим Пречи́стую Ма́терь Твою́, / Е́юже по зако́ну ны́не // прине́слся еси́ в храм Госпо́день. | Славим Тебя, Податель жизни, Христос, и чтим Пречистую Твою Матерь, Которой Ты по закону сегодня был принесён в Божий храм. | <…> |

Сретение символизирует собой встречу Ветхого и Нового Заветов. Епископ Феофан Затворник писал: «В лице Симеона весь Ветхий Завет, неискупленное человечество, с миром отходит в вечность, уступая место христианству…»
Если Сретение выпадает на понедельник первой седмицы Великого поста, что случается весьма редко, праздничное богослужение, по Уставу, переносится на предыдущий день — 1 февраля, Прощёное воскресенье.
Согласно требнику, в праздник Сретения Господня, перед началом Божественной литургии, в конце чинопоследования шестого часа перед Царскими вратами совершается «Чин благословения свеч на Сретение Господне», на котором происходит освящение свечей, называемых «сретенскими». Свечи могут быть освящены и после окончания литургии.

### Католицизм
В Католической церкви Сретение имеет статус праздника (festum), более низкий по сравнению с «торжеством»; отмечается 2 февраля. Другие названия праздника: «Очищение Марии» и «день свечей», так как в этот день освящают свечи.
Литургические облачения священников в праздник Сретения — белые, как и в другие праздники, посвящённые Спасителю и Богородице.
Перед собственно мессой в день Сретения проводятся обряд благословения свечей и процессия со свечами. Обряд благословения начинается с того, что все присутствующие на богослужении зажигают свечи под пение антифона. Священник после вступительного текста проходит по храму, окропляя молящихся со свечами в руках освящённой водой. После этого священник также берёт приготовленную для него свечу и начинает крестный ход словами: «Пойдём с миром, чтобы встретить Господа». Во время крестного хода поётся гимн на слова Симеона Богоприимца, сказанные им во время Сретения. После окончания крестного хода верующие возвращаются на свои места в храме, тушат свечи, и месса продолжается обычным порядком.
Литургические песнопения этого дня посвящены событиям и символике праздника.